# Maria Rosa Coccia

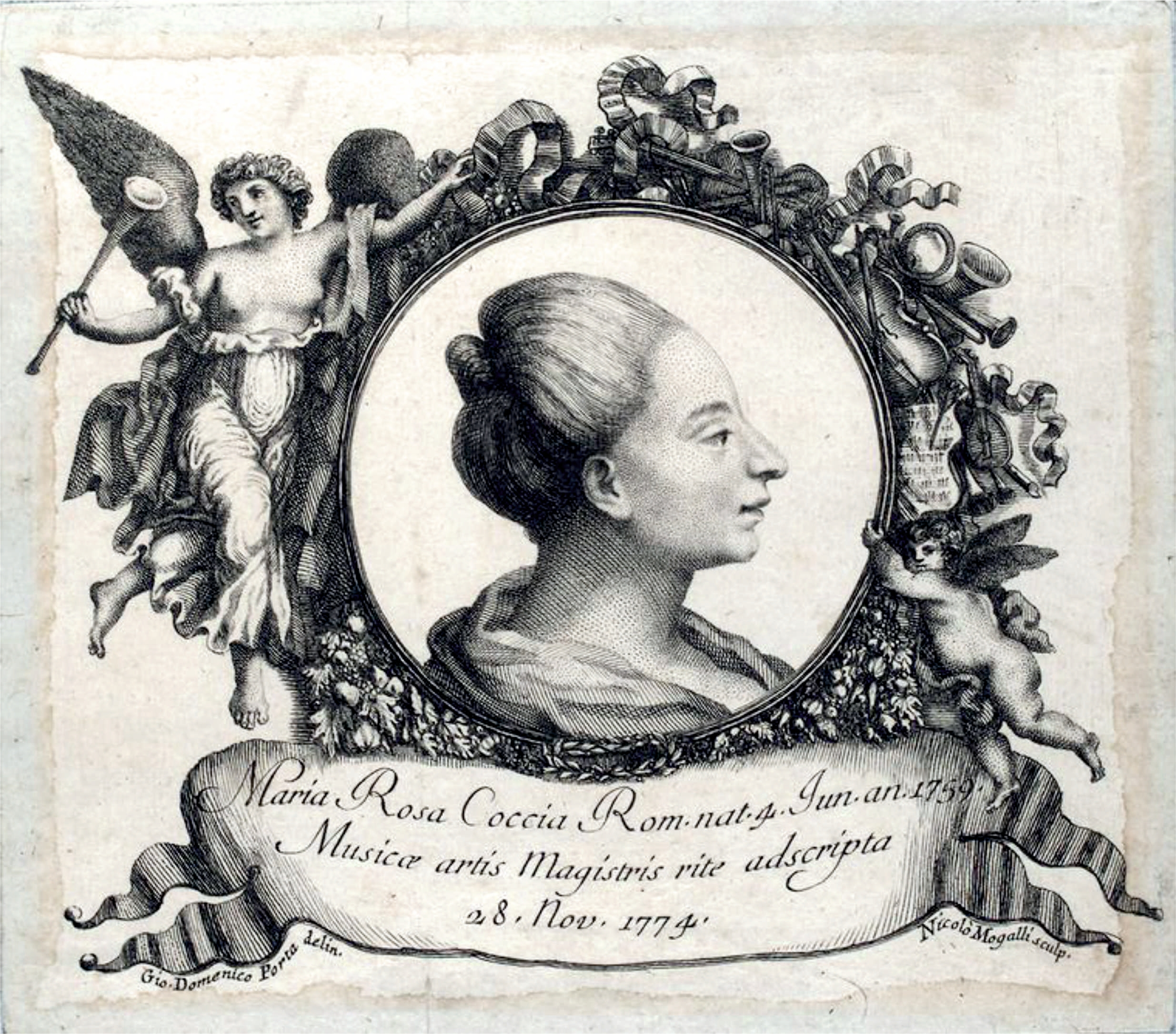
Retrato de Maria Rosa Coccia grabado en cobre de Nicollo Mogalli según Giovanni Domenico Porta, 1774.

Maria Rosa Coccia (Roma, 4 de enero de 1759 - Roma, 21 de noviembre de 1833) fue una clavecinista y compositora italiana, la primera mujer en alcanzar el título de maestro di cappella en la Accademia Nazionale di Santa Cecilia de Roma.

## Biografía
María Rosa Coccia fue una niña prodigio. Ya con 10 años tocaba públicamente el clavecín ante la admiración general. Estudió composición con el compositor Sante Pesci (c. 1720-1786) en la Basílica Liberiana de Roma desde 1772, y ese año, con 13 años, completó seis sonatas para clave y el oratorio Daniello, cuyo libretista se desconoce. Esta obra se estrenó el 20 de diciembre del mismo año en el Oratorio di San Filippo Neri de Roma, como cosa excepcional, desafiando la tradición de que las mujeres no podían ni asistir a las representaciones.
En 1716, el papa Clemente XI había decretado que todo el que practicara música en Roma debía ingresar en la Accademia di Santa Cecilia y aprobar el examen para convertirse en maestro di capella. Aunque ninguna mujer lo había hecho antes, Coccia solicitó la admisión y, bajo la dirección de Sante Pesci, aprobó el examen a la edad de 16 años y recibió el título de maestra de capilla. Sin embargo, por ser mujer, nunca se le permitió ejercer las funciones del cargo, aunque sí se interpretó su música. Como compositora bien considerada, fue admitida en 1779 en la Accademia Filarmonica de Bolonia, siendo la segunda mujer en conseguirlo, después de la compositora Mariana Martínez. En Roma también fue adscrita a la Accademia dei Forti, con el nombre de Trevia.
En 1780, el maestro di cappella Francesco Capalti, de la catedral de Narni, cuestionó los exámenes y la admisión de Coccia. Salió en su defensa Michele Mallio en su Elogio storico della signora Maria Rosa Coccia romana (Roma, 1780), que contenía cartas de apoyo de Pietro Metastasio, Carlo Broschi (Farinelli) y Giovanni Battista Martini. Pasquale Antonio Basili publicó en 1784 una carta abierta también en defensa de Coccia y contra las críticas de Capalti.
A pesar de unos comienzos prometedores, la carrera de Coccia se encontró con múltiples dificultades. Como mujer, aunque en posesión del título, no se le permitió ejercer como maestra de capilla y sus intentos de encontrar un puesto como compositora fracasaron. A Coccia, aparte de sus composiciones, no le quedó más remedio, para sobrevivir, que dedicarse a la enseñanza privada. Incluso, en 1832, hizo una solicitud de una pequeña pensión a la Accademia Nazionale di Santa Cecilia, que le fue concedida.<ref=Notas/>

## Obras
Son conocidas alrededor de 30 obras, religiosas y profanas, aunque muchas se han perdido. 
- Seis sonatas para clave
- Daniello nel lago dei leoni, oratorio en dos partes, Roma, Chiesa Nuova, 1772 [perdida]
- L'isola disabitata (libreto de P. Metastasio), 1772 [perdida]
- Hic vir despiciens mundum, fuga a 4 voces, Roma, 1774 (ensayo de examen para la obtención del título de maestro de capilla en la Congregación de Santa Cecilia)
- Magnificat, para soprano, contralto y órgano (1774)
- Dixit Dominus, 8 voces, órgano (1775)
- Il trionfo d'Enea, cantata en dos partes (1779)
- Arsinoe, cantata, 4 voces y orquesta (1783)
- Confitebor, para soprano y órgano
- ‘Qualche lagrime spargete’ from Semiramide [perdida]
- Salve Regina, para dos voces y órgano
- Veni Creator Spiritus, para 4 voces y órgano
- Cuatro salmos [perdida][6]
- Ifigenia, ópera (llamada cantata)[4]